# Roberti di Castelvero
La famiglia Roberti è stata una casata nobile piemontese. Originaria di San Damiano d'Asti, si trasferì ad Acqui nella seconda metà del XVI secolo; tra Sei e Settecento fu a capo di una delle due fazioni nobiliari della città. Ebbe i titoli di conte di Castelvero e consignore di Carpeneto in Piemonte; un ramo, generato dal deputato Edmondo, ebbe i marchesati di San Tommaso e San Saverio e la contea di Monteleone in Sardegna.
Diede allo Stato Sabaudo un Viceré di Sardegna, Giuseppe Maria Roberti; tra le altre personalità di spicco si ricordano il generale Emilio e in tempi più recenti il pioniere dell'aviazione Giovanni Francesco Roberti.

## Storia

### Origini e trasferimento in Monferrato
La famiglia è documentata a San Damiano d'Asti, dove vari membri ricoprirono la carica di Segretario del Comune, almeno dal 1381, anno in cui Biagio Roberti fu deputato della comunità per l'omaggio al Marchese del Monferrato. Non è noto dove risiedessero i Roberti prima del 1275, anno di fondazione di San Damiano: è possibile una discendenza dall'omonima famiglia presente in Alessandria fin dalla fondazione, di cui portarono inquartate le armi, mentre un'altra tradizione vuole la famiglia originaria della Valsesia. Di certo i Roberti erano già in alto stato prima del trasferimento ad Acqui, come testimonia anche un cronista locale mezzo secolo dopo:
(Luca Probo Blesi, Acqui città antica del Monferrato, Tortona, Nicolò Viola, 1614, p. 107)
Nella seconda metà del Cinquecento la famiglia orientò infatti i suoi interessi sull'alto Monferrato, rimanendo per un certo periodo ancora legata al luogo d'origine: Giacomo Roberti acquistò parti del feudo di Carpeneto nell'acquese nel 1574 e 1576 e ne fu investito il 21 agosto 1578, mantenendo allo stesso tempo la residenza a San Damiano come il nipote Giovanni Battista, dottore in legge, che fu Consigliere del comune, pretore di Incisa dal 1570 e Podestà e Giudice di Nizza Monferrato dal 1577 e fu padre di Vincenzo, sindaco di San Damiano d'Asti almeno dal 1613 al 1619. Bartolomeo Roberti, fratello maggiore di Giovanni Battista, fu l'autore del trasferimento della famiglia ad Acqui, dove si stabilì nel 1564. Nel 1567 fu ascritto al patriziato del comune e intorno a quella data iniziò l'edificazione del palazzo di famiglia in Piazza Addolorata, che i suoi discendenti abitarono per tre secoli. Nel 1596 ricevette l'investitura di Carpeneto e nel 1603 cedette al Duca di Mantova i suoi diritti sul feudo, permutandoli con tutti i beni feudali del Duca nel territorio di Acqui, ivi compresi i terreni e i diritti di mottura dei sei mulini legati al Castello dei Paleologi.

### Secoli XVII-XVIII
Roberto, figlio di Bartolomeo, intraprese la carriera militare nel 1602, quando fu nominato capitano delle milizie di Terzo dal conte Guido Avellani suo parente, Presidente del Senato di Monferrato. Nel 1613 fu nominato aiutante di campo del Governatore di Nizza e Acqui; nel 1624 fu nominato capitano dei Cavalleggeri del Duca con patenti del 14 novembre. Partecipò alla Guerra di successione del Monferrato, in cui fu fatto prigioniero, e morì di peste nel 1631.
Suo figlio Giovanni Battista (1606-1658) fu illustre giureconsulto e diplomatico e contribuì grandemente a consolidare le fortune della famiglia. Studiò legge all'università di Mantova, dove fu Consigliere generale del Monferrato e Riformatore degli studi e dove si addottorò nel 1627. Sopravvissuto alla peste manzoniana, unico della sua generazione, nel 1632 sposò Angela Maria Secco Bottino, figlia del capitano Giovanni Pietro Antonio, che gli portò in dote le cascine feudali Bianca e Cerreto, di più di 400 giornate, e numerose altre proprietà terriere. Nel 1634 si mise in luce sollecitando presso il Senato di Casale un'inchiesta contro il Consiglio Comunale di Acqui, a nome della popolazione del comune. All'apice della considerazione, nel 1650 fu inviato dal duca di Mantova a Vienna per concordare il matrimonio tra sua sorella Eleonora Gonzaga-Nevers, e l'imperatore Ferdinando III.  Fu Ministro Residente del Duca a Genova dal 1651 al 1653, anno in cui fu inviato alla Dieta di Ratisbona a mediare i conflitti tra il suo signore e il Duca di Savoia riguardanti l'investitura di parte del Monferrato. Con Lettere Patenti del 26 luglio 1657 fu nominato Senatore di Casale in ricompensa "dei suoi alti servigi prestati allo Stato". Morì l'anno dopo, nel 1658.
Francesco Maria (1639-1694), suo figlio, fu capitano e poi Generale Comandante delle milizie di Acqui, nel 1664 acquistò il feudo rustico di Barbato e nel 1680 fu investito del feudo di Castelvero, acquistato nello stesso anno. Sul finire del secolo, forte del peso politico che da tempo la sua famiglia esercitava in città, si pose a capo di una delle due fazioni nobiliari, in lizza con quella degli Scati. Per sfuggire a una condanna per omicidio si trasferì nei territori dei Savoia, al cui servizio fu dal 1690 al 1691 Capitano Comandante della compagnia di cavalleria "Gendarmi del Monferrato". Il conte Giovanni Battista (1663-1733), suo figlio, partecipò giovanissimo alla congiura ordita dall'abate Ortensio Faà di Bruno ai danni dei marchesi Moscheni nel 1686; fu condannato a morte in contumacia e successivamente graziato. Con una traiettoria simile a quella del padre, in fuga dalla giustizia si pose al servizio dell'Impero e fu nominato capitano nelle armate del Principe Eugenio. Suo fratello Guido Fabrizio (1681-1741) fu Gentiluomo di Camera del Duca di Mantova.
Con la fuga dal Monferrato dei due conti Roberti, i rivali Scati avevano acquisito il controllo del Consiglio Comunale di Acqui. Al passaggio della città sotto i Savoia, nel 1708, gli Scati si rivelarono ostili a Vittorio Amedeo II che pose, per mantenere il controllo, numerosi membri della fazione dei Roberti nelle cariche chiave del Comune. La faida tra le due famiglie, che perse gradualmente vigore nel corso del Settecento, ebbe ufficialmente fine nel 1807 con il matrimonio tra Silvia Maria Orsola Roberti e il marchese Luigi Scati.
Nella seconda metà del Settecento si ricordano il conte Francesco Spirito (1755-1819), Tenente colonnello di fanteria e Consigliere di Acqui nel 1773, 1781 e 1784, e Giuseppe Antonio (1727-1791), anche lui Tenente Colonnello di fanteria, Consigliere nel 1773 e poi Sindaco di Acqui dal 1779 al 1781.

### Secoli XIX-XX

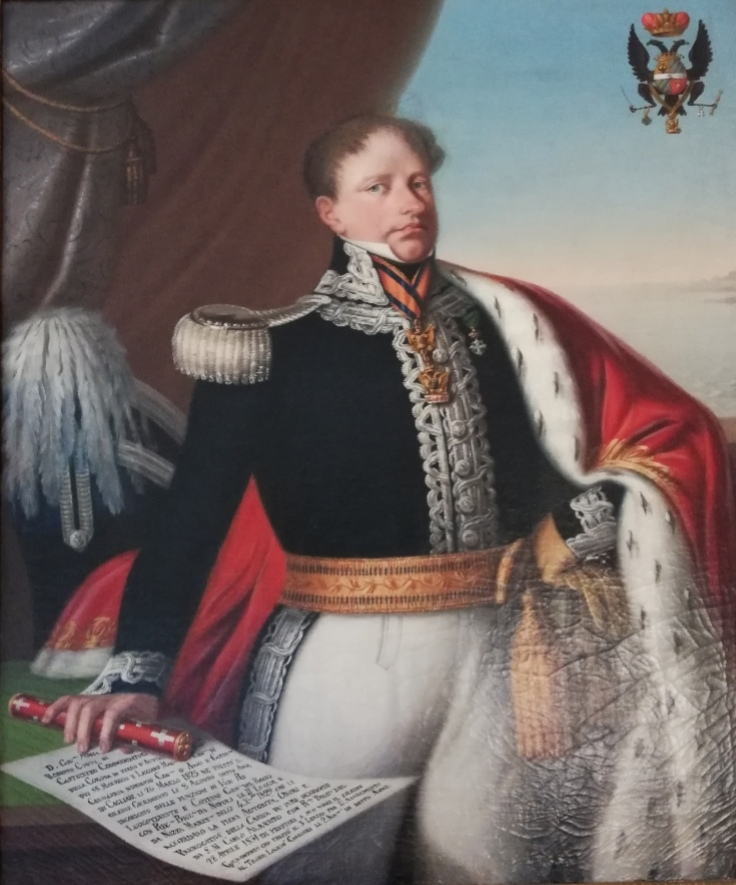
Giuseppe Maria Roberti nelle vesti di Viceré di Sardegna

La generazione dei figli di Francesco Spirito si distinse particolarmente nel campo militare: tutti e sei i figli maschi del conte combatterono nelle armate napoleoniche, austriache e sabaude, Giuseppe Maria ed Emilio raggiunsero i massimi gradi dell'Armata Sarda e gli altri quattro morirono sul campo. Tra questi si ricorda Pietro Renato (1777-1808) che fu Capitano nei Dragoni del Re, si distinse, giovanissimo, nella carica del Bricchetto nel 1796, per la quale al reggimento furono conferite due medaglie d'oro, e morì in battaglia in Spagna.
Il conte Giuseppe Maria (1775-1844), il maggiore dei sei, è il membro più illustre della casata. Intraprese la carriera militare prima del 1804 e dal 1819 comandò il reggimento Savoia Cavalleria. Generale delle Armi in Sardegna e Governatore di Cagliari dal 1825, svolse le funzioni di Viceré di Sardegna dal 1829 al 1831. Promosso a Tenente Generale, fu governatore di Cuneo dal 1835 e governatore di Novara dal 1842. Suo fratello Emilio (1781-1837), colonnello a 33 anni, Maggior Generale dal 1820, comandò la Divisione Militare di Novara dal 1820 al 1831 e fu Cavaliere dei Ss. Maurizio e Lazzaro e Commendatore e Tesoriere dell'Ordine Militare di Savoia. Fu inoltre appassionato bibliofilo e numismatico e nel 1836 fece dono alla città di Acqui di un mosaico romano scoperto nei sotterranei del palazzo di famiglia.

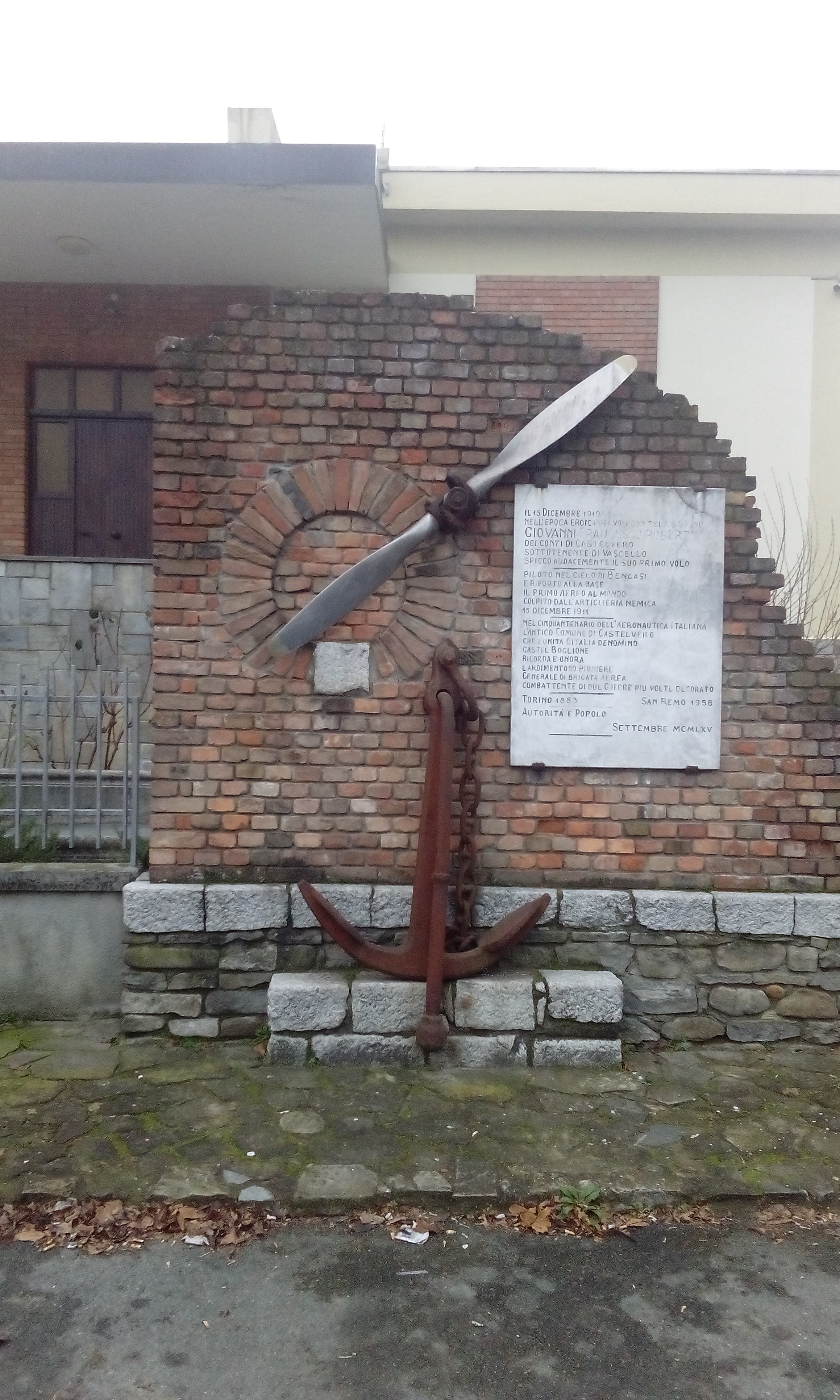
Monumento dedicato a Giovan Francesco Roberti a Castel Boglione, feudo dei suoi avi

Nel corso dell'Ottocento la famiglia, pienamente inserita a corte, partecipò attivamente alla vita politica del Regno. Il conte Vittorio Emanuele (1808-1871), figlio del Viceré e compagno di studi di Cavour all'Accademia Militare, fu Colonnello di Stato Maggiore, Primo Scudiero e Gentiluomo di camera del Duca di Savoia e deputato del Regno di Sardegna dal 1855 al 1860. Suo fratello Edmondo (1809-1888), gentiluomo di camera onorario del Re di Sardegna, fu ufficiale di Marina e poi Colonnello della Guardia Nazionale, sindaco di Cagliari a più riprese tra il 1846 e il 1875 e deputato del Regno di Sardegna dal 1849 al 1853 e del Regno d'Italia dal 1874 al 1876; fu il capostipite della breve linea dei Roberti di San Tommaso.
Il conte Vittorio Emanuele (1846-1923), omonimo del padre in onore del suo padrino di battesimo, il futuro re Vittorio Emanuele II, fu ufficiale nel reggimento Savoia Cavalleria, in cui nel 1870 partecipò alla Presa di Roma, e finì la carriera come Maggior Generale della Milizia Territoriale. Nel 1882 fu il fondatore dell'Unione Conservatrice Elettorale insieme al barone Antonio Manno, al conte Francesco Arnaldi di Balme e al cugino marchese Vittorio Scati. Molti suoi figli si distinsero durante la Grande Guerra: il conte Edmondo (1876-1942), ferito sul Carso, Medaglia di Bronzo al Valor Militare; Maria Vittoria (1879-1970), crocerossina, Croce al Merito di Guerra e Croce d'Argento della Croce Rossa Internazionale; Giuseppe Maria (1886-1917), morto in azione, Medaglia d'Argento al Valor Militare; Vittorio (1890-1965), Tenente di Artiglieria, Luigi (1896-1916), due volte Medaglia d'Argento al Valor Militare, morto sul Carso; infine Giovanni Francesco (1883-1958), pioniere dell'aviazione, decorato di cinque medaglie d'argento e della Croce di Cavaliere dell'Ordine militare di Savoia. A lui è dedicato un monumento a Castel Boglione, feudo dei suoi avi. La famiglia si estinse definitivamente in linea maschile nel 1965, alla morte del conte Vittorio.

### Roberti di San Tommaso
Edmondo Roberti (1809-1888), figlio del viceré Giuseppe Maria, sposò a Cagliari nel 1829 Donna Luigia Nin Carcassona, erede dei marchesati di San Tommaso (Nin) e di San Saverio e della contea di Monteleone per discendenza materna (Carcassona). Nel 1866, alla morte della moglie, fu investito di tutti i suoi titoli maritali nomine, dando inizio alla linea dei Roberti di San Tommaso. Questo ramo della famiglia si estinse però già alla generazione successiva: l'unico figlio maschio di Edmondo, Tomaso Emanuele (n. 1834), morì giovane, e i titoli passarono nel 1888 al marito della figlia primogenita Carlotta, il conte Luigi Gnecco. Tutte le altre figlie sposarono membri di illustri famiglie piemontesi e sarde: Incisa di Camerana, Pilo-Boyl di Putifigari, Sanjust di Teulada, Quesada di San Sebastiano, De Magistris di Castella.

## Stemma
Lo stemma dei Roberti è inquartato: al 1° d'oro, all'aquila imperiale, coronata nelle due teste, il tutto di nero; al 2° e 3° d'oro, a tre sbarre d'azzurro; al 4° di rosso, alla corona all'antica, d'oro, con due palme, di verde, infilzate nella corona, decussate e cadenti all'infuori, la corona accompagnata in punta da un bordone da pellegrino, d'argento, posto in palo; il tutto caricato da una fascia d'argento, sopracaricata da un biscione, di verde, ondeggiante in palo. Lo scudo è accollato in petto all'aquila bicipite imperiale armata e rostrata d'oro, coronata di diadema imperiale e tenente nell'artiglio destro la spada e lo scettro e nel sinistro il globo imperiale, colla corona da conte infilzata nei due colli. Il motto è VIRTUS IN BELLO PRO PATRIA.
Le insegne imperiali furono concesse al conte Giuseppe Maria per il matrimonio con Francesca Romana Carolina von Rindsmaul, contessa del Sacro Romano Impero.

## Residenze

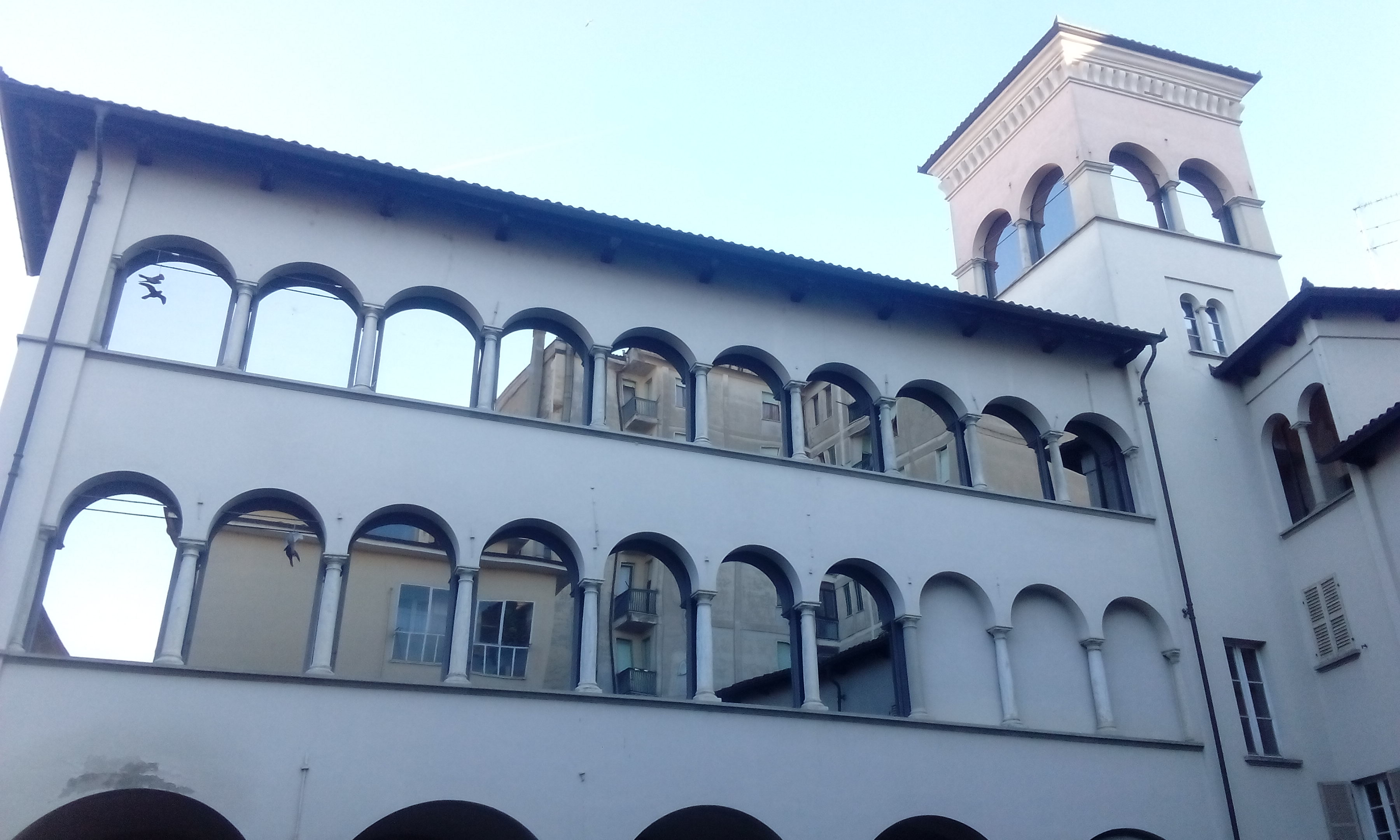
La corte di palazzo Roberti di Acqui con l'altana

La residenza principale della famiglia fu per tre secoli il palazzo di Acqui Terme in Piazza Addolorata, costruito nel settimo decennio del Cinquecento. Ospiti illustri del palazzo furono tra gli altri il duca Vittorio Amedeo II nel 1702 e Napoleone Bonaparte nel 1796. Nel 1866 il palazzo passò alla famiglia Ottolenghi di Acqui.
Residenza di campagna fu la villa del Cerreto, vicino a Nizza Monferrato, giunta in eredità come cascina al primo conte Francesco Maria nel XVII secolo e tramutata poi in residenza con parco, cappella con reliquie e una vasta biblioteca. Il Cerreto fu lasciato in dono a un ordine religioso ed è oggi una casa di riposo per anziani.
Dal 1574 al 1603 fu dei Roberti il castello di Carpeneto per sette mesi e mezzo l'anno, insieme con la giurisdizione sul feudo.
Al ramo dei marchesi di San Tommaso appartennero i palazzi di Cagliari in Via Lamarmora 118-122, passati poi in eredità ai Sanjust e ai De Magistris. Il palazzo principale di Serdiana, detto Castello Roberti, è stato dichiarato nel 2012 bene di interesse culturale dalla Soprintendenza della Sardegna; l'annessa cappella dedicata a Sant'Antonio da Padova è vincolata dal 1993.